# Human (Christina Perri)
Human è un singolo della cantante statunitense Christina Perri, pubblicato il 18 novembre 2013 su etichetta discografica Atlantic Records come primo estratto dal secondo album in studio Head or Heart.

## Classifiche
| Classifica (2013-14) | Posizione massima |
| -------------------- | ----------------- |
| Australia            | 39                |
| Austria              | 42                |
| Canada               | 71                |
| Germania             | 59                |
| Irlanda              | 24                |
| Regno Unito          | 14                |
| Slovacchia           | 13                |
| Spagna               | 23                |
| Stati Uniti          | 31                |
| Svizzera             | 14                |